# Jim Johnstone
Pour les articles homonymes, voir Johnstone.
James Robert Johnstone dit Jim Johnstone, né le 20 septembre 1960 à New Canaan (Connecticut) est un ancien joueur américain de basket-ball.

## Biographie
Johnstone étudie au lycée de Lewiston-Porter Central School District de Youngstown (New York) puis s'engage à l'université de Wake Forest de 1978 à 1982 sous le maillot des Demon Deacons.
Il est sélectionné par les Kings de Kansas City au 51e rang  de la draft 1982 le 29 juin 1982. Dès le lendemain, il est transféré aux Hawks d'Atlanta contre un choix au futur second tour de la draft 1984, qui sera Ben Coleman. Le 27 septembre, il est de nouveau transféré, cette fois aux Spurs de San Antonio, avec un choix au futur second tour de la draft 1983 (qui sera Darrell Lockhart) et avec un choix au futur second tour de la draft 1985 (qui sera le soudanais Manute Bol) en échange de George Johnson. Il commence la saison NBA et participe à 7 matches sous les couleurs de la franchise du Texas, qui se sépare de lui le 14 décembre 1982. Il fait son retour en NBA comme agent libre signé par les Pistons de Détroit le 19 février 1983 pour 16 matches.
Au total, il dispute 23 rencontres pour les Spurs de San Antonio puis les Pistons de Détroit pour y cumuler 31 points et 46 rebonds.
Il joue deux saisons en Italie et une en France.